# 津久野キリスト恵み教会
津久野キリスト恵み教会は、大阪府堺市西区にあるキリスト教会。
教会内には、エマオ出版という出版社も併設されており、聖書が出版されている。